# Franz Gräffer
Franz Arnold Gräffer (* 7. Jänner 1785 in Wien; † 8. Oktober 1852 ebenda) war ein österreichischer Bibliograph und Schriftsteller.

## Leben
Franz Gräffer, Sohn des Buchhändlers August Gräffer (gest. 1816), studierte zuerst Kunst an der Akademie, gab aber das Studium auf und trat in das Geschäft seines Vaters ein.
Er war eine Zeitlang Bibliothekar des Fürsten Moritz von Liechtenstein, dann des Grafen Karl Harrach (1761–1829), widmete sich später dem Verlags- und Antiquariatsgeschäft, wobei er den größten Teil seines Vermögens einbüßte, und beschäftigte sich seitdem mit Schriftstellerei.
Seine literarischen Arbeiten sind meistens Wiener Lokalerinnerungen gewidmet und für die Kenntnis des innern Zustandes des Wiener Literaturlebens sehr lehrreich. Insgesamt umfasst sein Werk rund 60 Bände. Gräffer schrieb auch Rezensionen für die Wiener Zeitung.
Gräffer hat mit Johann Jakob Heinrich Czikann (1789–1855) eine Oesterreichische National-Encyklopädie, oder alphabetische Darlegung der wissenswürdigsten Eigenthümlichkeiten des österreichischen Kaiserthumes und belletristische Taschenbücher herausgegeben.
Er erlitt einen Schlaganfall mit schweren Folgen und starb am 8. Oktober 1852 in der Niederösterreichische Landesirrenanstalt am Brünnlfeld.
Eine größere Anzahl seiner Werke sind im 19. und 20. Jahrhundert wieder aufgelegt worden. In den letzten Jahrzehnten sind einige als Reprints oder Microfiches neu herausgegeben worden.
1913 wurde die Gräffergasse in Wien-Hernals nach ihm benannt.

## Werke (Auswahl)
- Neues deutsch-französisches Wörterbuch. Nouveau Vocabulaire Allemand-Français. Ein Auszug aus dem großen Deutsch-Französischen Wörterbuche von Christian Friedrich Schwan, Zum Gebrauche für Schüler in beyden Sprachen..., 2 Bde., Tanzer, Grätz 1812–1813 (Web-Ressource);  (Web-Ressource).
- Arabesken für Freunde der Combination und Critik. Gezeichnet von Franz Gräffer, Cath. Gräffer und Comp, Wien 1813 (Web-Ressource).
- Clio’s Curiositäten-Cabinet. Darstellungen außerordentlicher Thatsachen [...] aus der Geschichte aller Zeiten und Völker. Carl Gerold, Wien 1814 (Web-Ressource).
- Nemesis. Gräffer, Wien 1814 (Web-Ressource).
- Phantasieen über Geschichte und Philosophie. Buchler, Prag 1818 (Web-Ressource).
- Historisch-bibliographisches Bunterlei oder Spaziergänge, Streifzüge und Wanderungen in den Gebiethen der Geschichte, der Literatur und Bücherkunde. Brünn: Trassler, 1824.
- [Mit Karl Strack:] Geht zeitlich zu Bette! Ein unfehlbares Mittel Zeit, Kraft und Geld zu ersparen: länger, gesünder und wohlfeiler zu leben.Gründlich und praktisch nachgewiesen, F. Tendler, Wien 1830 (Web-Ressource).
- [Hrsg., mit Johann Jakob Heinrich Czikann:] Oesterreichische National-Encyklopädie: oder alphabetische Darlegung der wissenswürdigsten Eigenthümlichkeiten des österreichischen Kaiserthumes, in Rücksicht auf Natur, Leben und Institutionen, Industrie und Commerz, öffentliche und Privat-Anstalten, Bildung und Wissenschaft, Literatur und Kunst, Geographie und Statistik, Geschichte, Genealogie und Biographie, so wie auf alle Hauptgegenstände seiner Civilisations-Verhältnisse. (Vorzüglich der neueren und neuesten Zeit.) Im Geiste der Unbefangenheit bearbeitet. Erste Auflage, in Kommission der Friedr. Beck’schen Universitätsbuchhandlung, Wien 1835–1838, 6 Bände und ein Supplement; dass., neue, unveränderte Ausgabe, Mich. Schmidt’s Witwe und Ign. Klang, Wien 1838, Band 1 (A bis D) (Web-Ressource); Band 2 (E bis H) (Web-Ressource); Band 3 (I bis M) (Web-Ressource); Band 4 (N bis Sedria) (Web-Ressource); Band 5 (Seeauer bis V) (Web-Ressource); Band 6 (W bis Z und Supplement) (Web-Ressource).
- Das Schlittschuhfahren, eine practische Anleitung zum schnellen und richtigen Selbsterlernen dieser genußvollen, stärkenden und edlen Kunst nebst einigen Beygaben. Wien: Haas 1827.
- Kleine Wiener Memoiren. Wien 1845, 3 Bde.
- Wiener-Dosenstücke; nämlich Physiognomien, Conversationsbildchen, Auftritte, Genrescenen, Caricaturen und dieses und jenes, Wien und die Wiener betreffend; thatsächlich und novellistisch. Wien 1846, 2 Bde.; Zweite Ausgabe, J. F. Greß, Wien 1856 (Web-Ressource).
- Wiener Lokalfresken. Linz 1847.
- Wiener Tabletten. Wien 1848.
- [Hrsg., mit Simon Deutsch] Jüdischer Plutarch oder biographisches Lexicon der markantesten Männer und Frauen jüdischer Abkunft. 2 Bd. in 1 Bd., Verlag Ulrich Klopf u. Alexander Eurich, Wien 1848 (Web-Ressource).
- Das Buch des Scharfrichters. Wien/Leipzig 1862.